# Kaltan
Huyện Kaltan (tiếng Nga: Калтан райо́н) là một huyện hành chính tự quản (raion), của tỉnh Kemerovo, Nga. Huyện có diện tích 35 km², dân số thời điểm ngày 1 tháng 1 năm 2000 là 26100 người. Trung tâm của huyện đóng ở Kaltan.